# 王樂天
王乐天（1916年—2016年7月12日），字理泉，河南济源邵原镇人。1938年8月15日加入中国共产党。
9岁读私塾，12岁入高小，20岁考入河南省学兵教育团，在开封学习军事。1937年，到新乡豫北师管区训练班学习游击战术，结业后回到济源参加抗日救亡活动。1938年4月，中共晋豫边特委机关和八路军晋豫边游击队司令部迁到邵原后，加入八路军。1938年6月，被选送到延安“抗大”学习，同年8月15日加入中国共产党。
1975年8月后，历任总参装备部副部长、部党委副书记，纪委书记、顾问等职。1984年2月，离休。
2016年7月12日凌晨1时30分在北京逝世。